# Lago Mattmark
Il lago Mattmark (in tedesco Stausee Mattmark) è un bacino artificiale che si trova nella valle Saastal nel Vallese della Svizzera.

## Storia

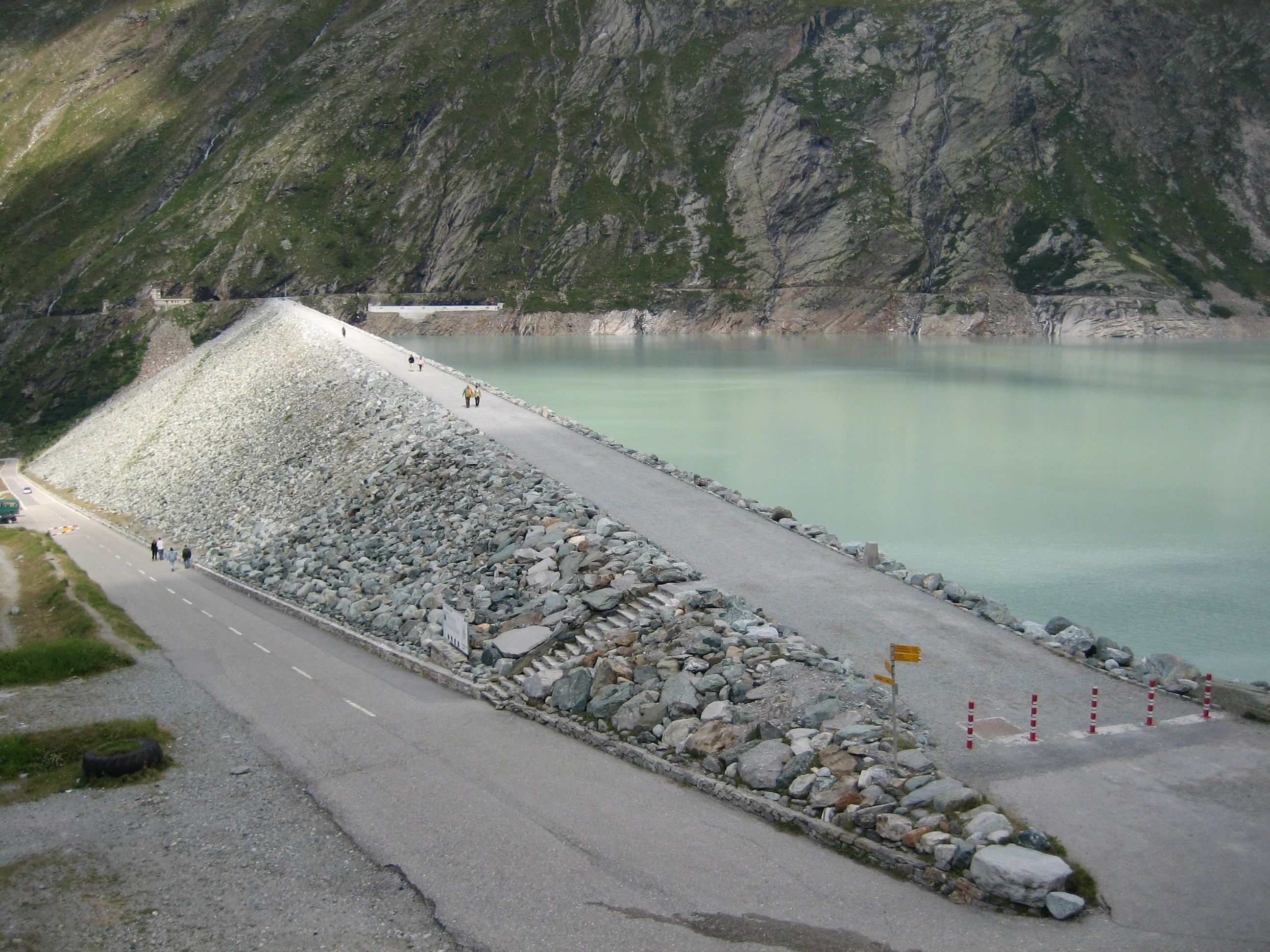
La diga

La diga di Mattmark fu costruita tra il 1960-1965. Non è in cemento armato ma è realizzata con materiali naturali. È la più voluminosa di questo genere in Europa.
Il 30 agosto del 1965 il ghiacciaio dell'Allalin si staccò in blocco e cadde sopra le baracche degli operai, poste a breve distanza dalla diga; nella sciagura perirono 88 operai che lavoravano alla costruzione della diga.